# Museo archeologico dell'Agro Falisco
Il Museo archeologico dell'Agro Falisco è situato all'interno del Forte Sangallo.
Dal dicembre 2014 il Ministero per i beni e le attività culturali gestisce museo e castello tramite il Polo museale del Lazio, nel dicembre 2019 divenuto Direzione regionale Musei.

## Il percorso espositivo
L'esposizione è ospitata nelle sale cinquecentesche al primo piano della fortezza, edificata da Antonio da Sangallo per incarico del papa Alessandro VI. L'itinerario ripercorre l'evoluzione storica della civiltà dei Falisci, esponendo i ritrovamenti più significativi degli scavi archeologici della zona. In una delle sale è ricostruita la tomba dei Sarcofagi di Quercia, rinvenuta nel corso degli scavi della necropoli di Penna alla fine del XIX secolo.
L’attuale esposizione, completata nel 1985, comprende nove sale al primo piano del loggiato del cortile maggiore, ordinate secondo criteri di ordine topografico e cronologico. Viene privilegiato in particolar modo il centro principale del territorio, Falerii Veteres,  l’odierna Civita Castellana, con le sue importanti produzioni ceramiche, dalle più antiche in impasto con decorazioni graffite e plastiche, a quelle del IV e III secolo a.C. a vernice nera, argentata, sovradipinta e a figure rosse, quest’ultima presente con opere di altissimo livello qualitativo, come gli stamnoi del Pittore del Diespater. Non mancano le testimonianze dei numerosi santuari della città: oltre alle terrecotte architettoniche e votive, si ricorda la testa in tufo con corona di foglie di bronzo, riferibile alla statua di culto del sacello più antico (prima metà del VI sec .a.C.) del santuario di Celle. Tra le curiosità si segnala il teschio con protesi dentaria in oro da una tomba scavata alla fine dell’800.
Non meno significativi sono i reperti provenienti dagli altri importanti siti di cultura falisca, quali Corchiano, Vignanello, Nepi e Narce. Quest’ultimo centro in particolare offre interessanti testimonianze con le ricche sepolture dell’VIII e VII sec .a.C., che accolgono, accanto a belle oreficerie, a ricco vasellame di bronzo, anche alcune tra le più antiche ceramiche greche di importazione.

## Galleria d'immagini

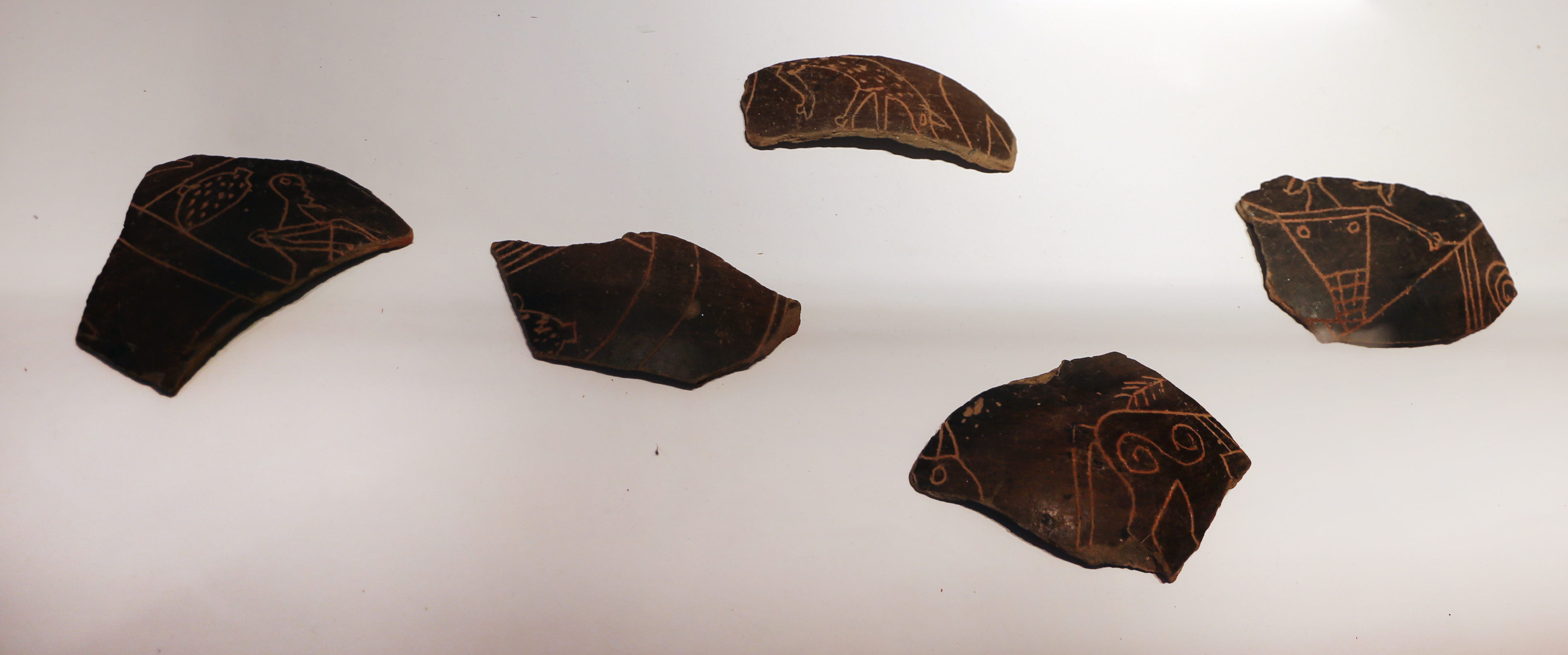
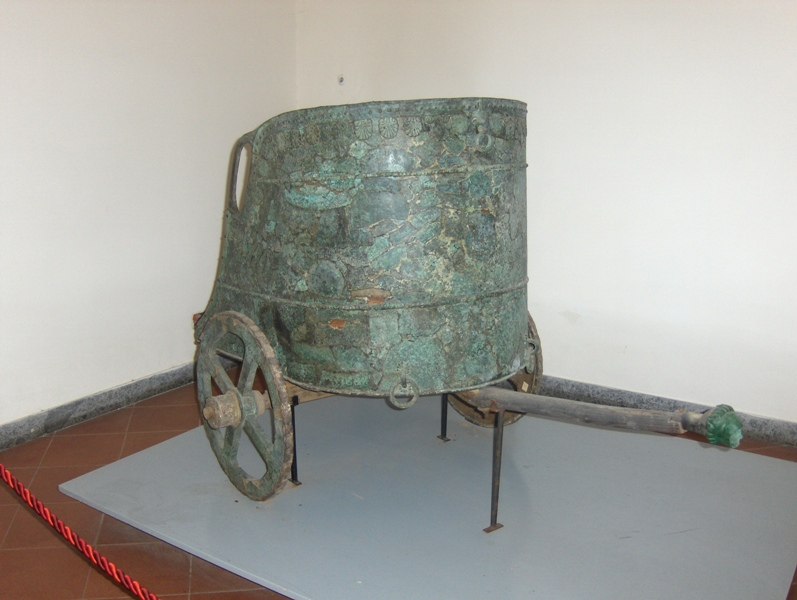
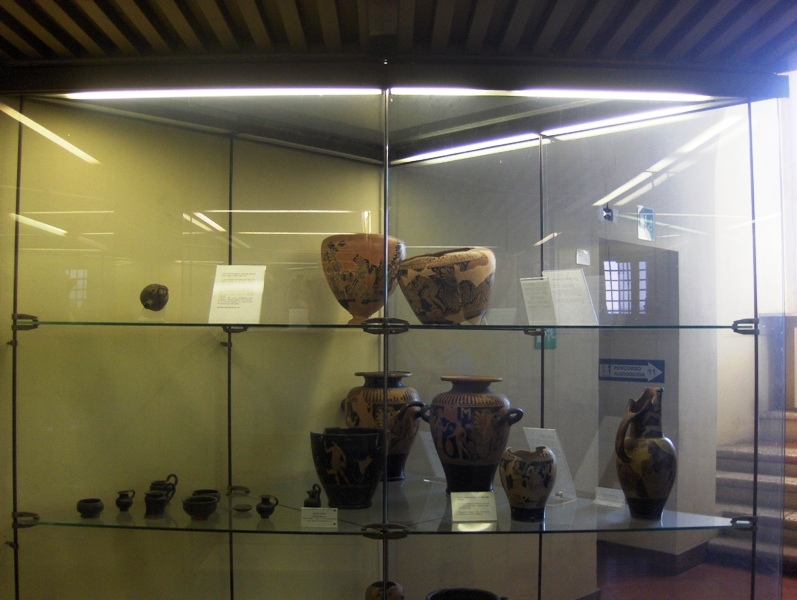
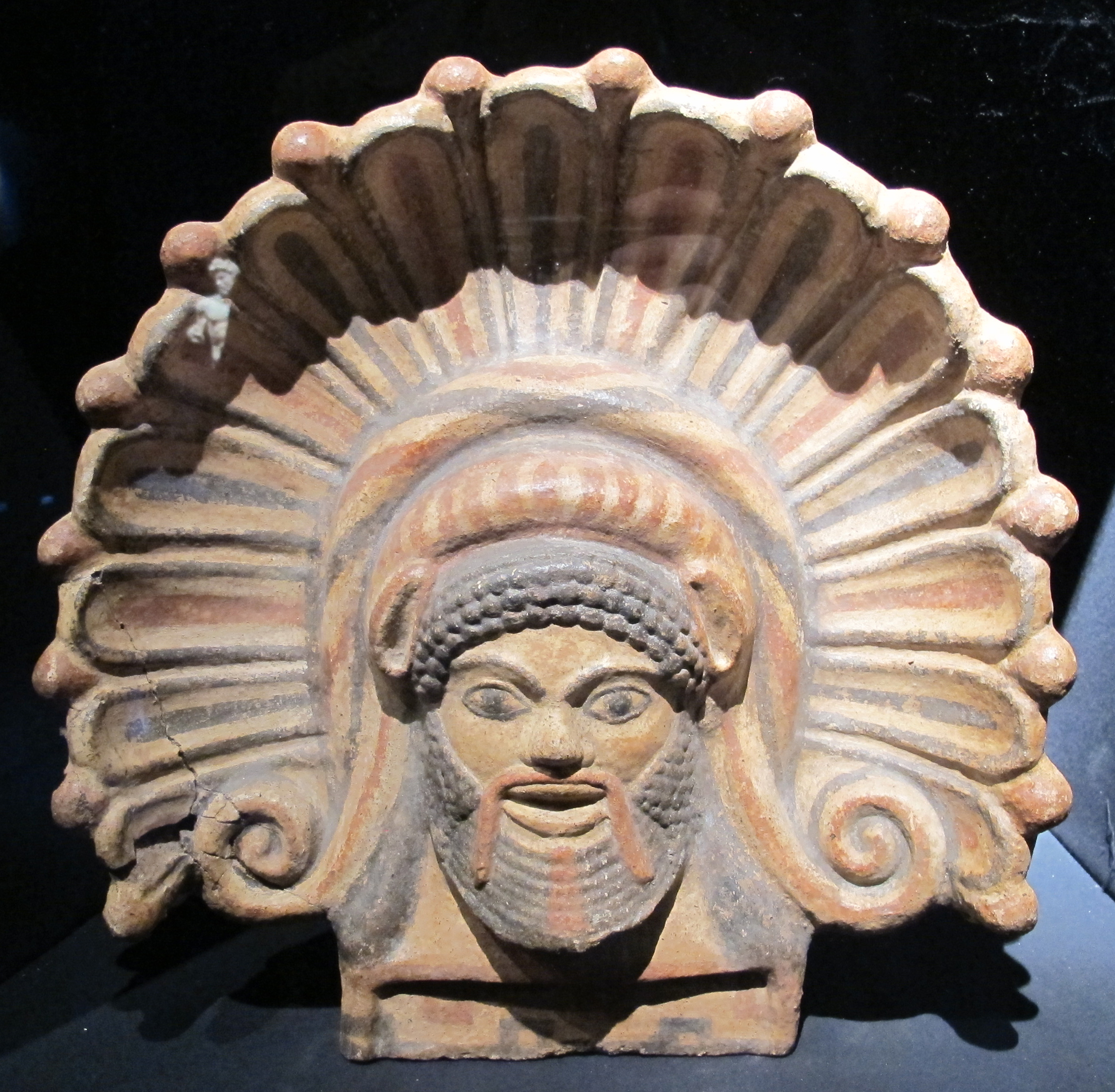
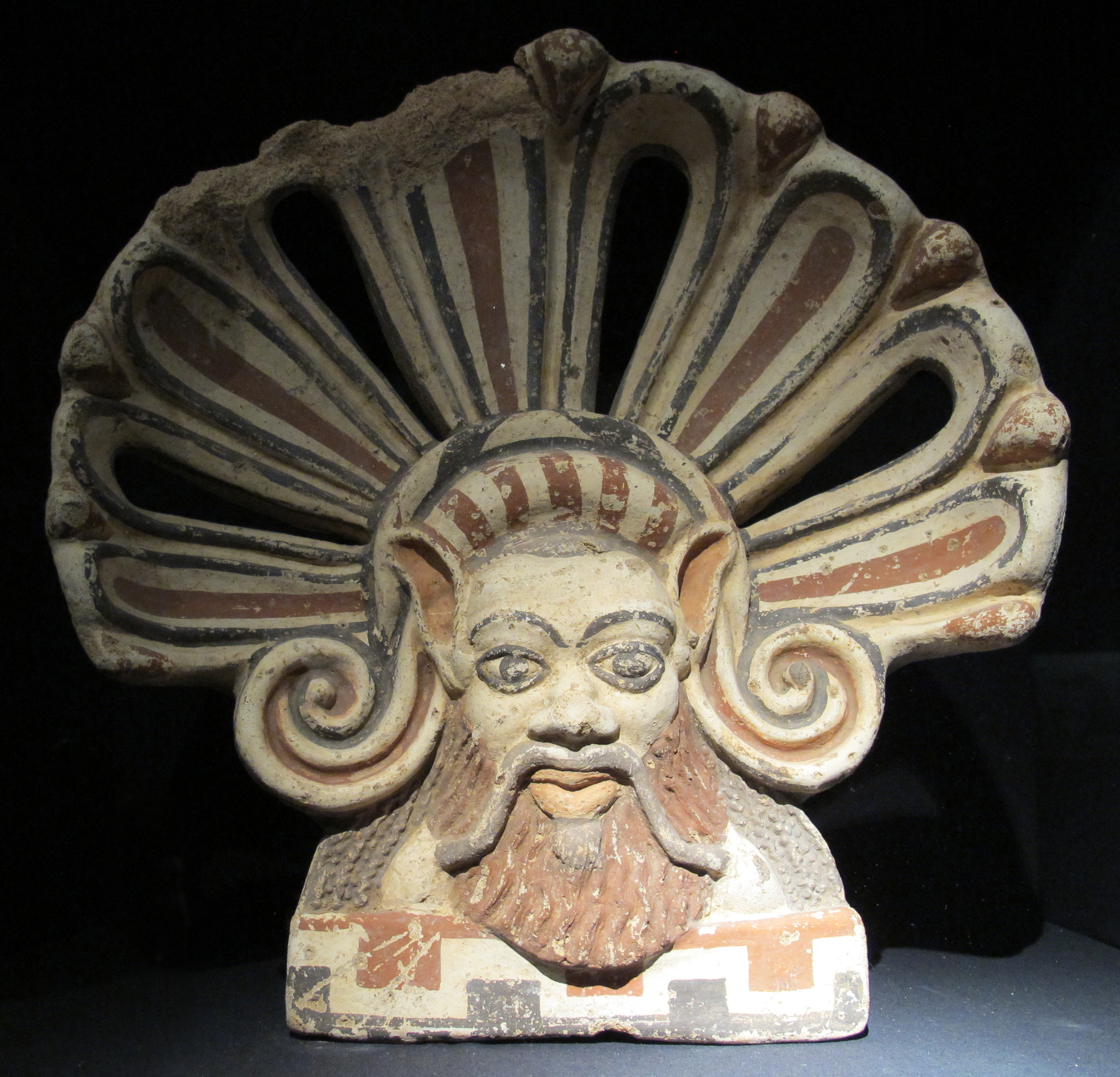
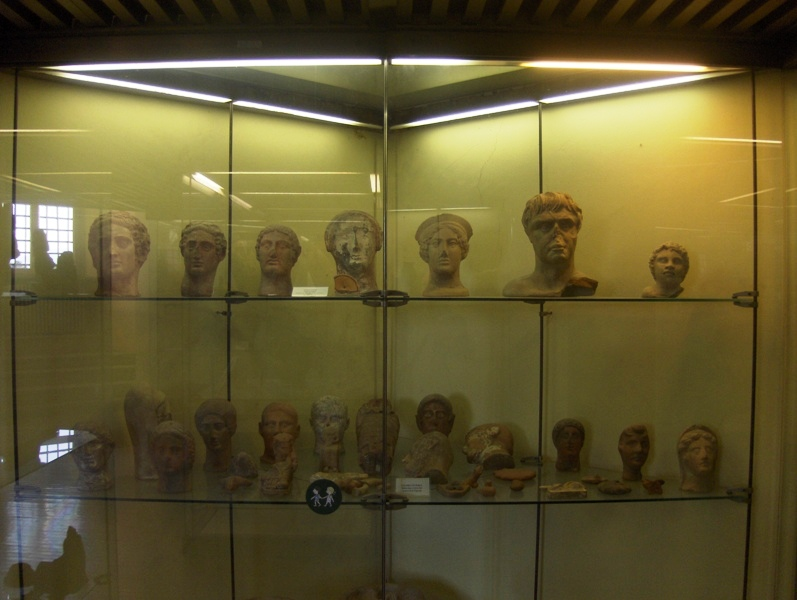
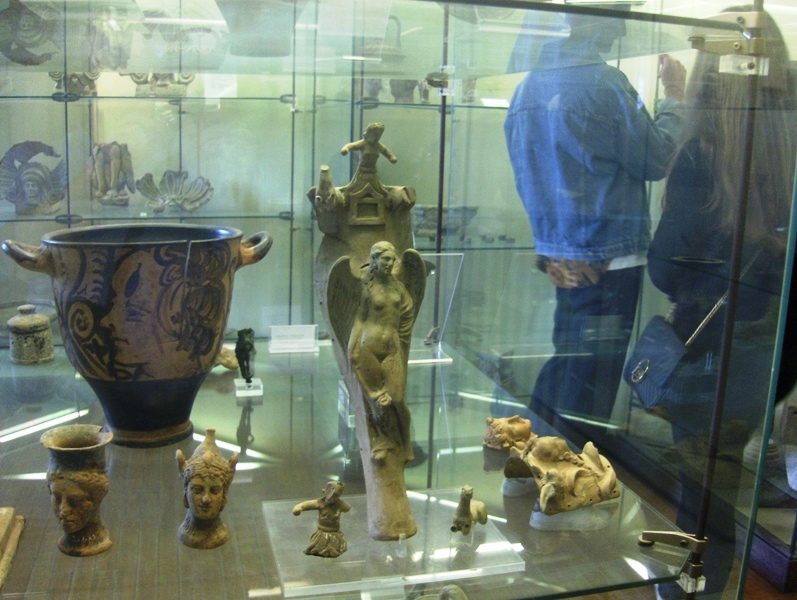
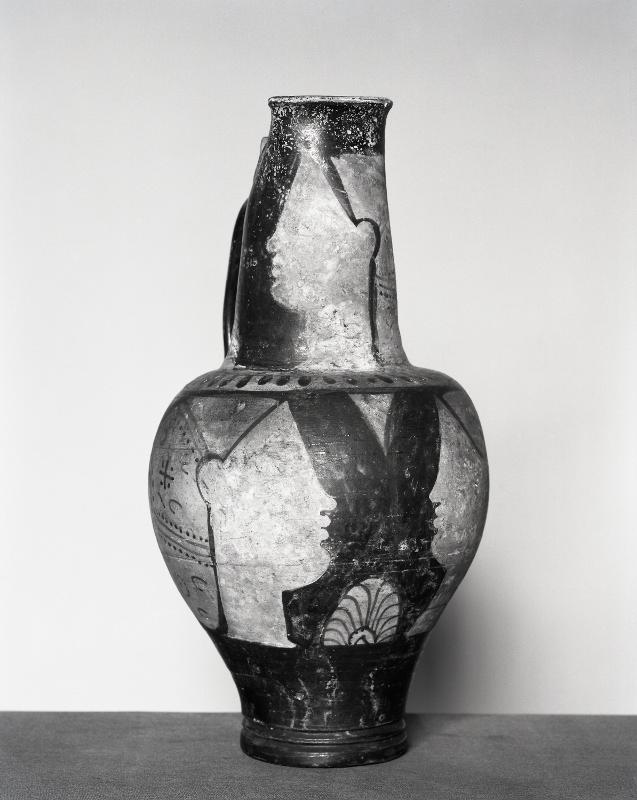
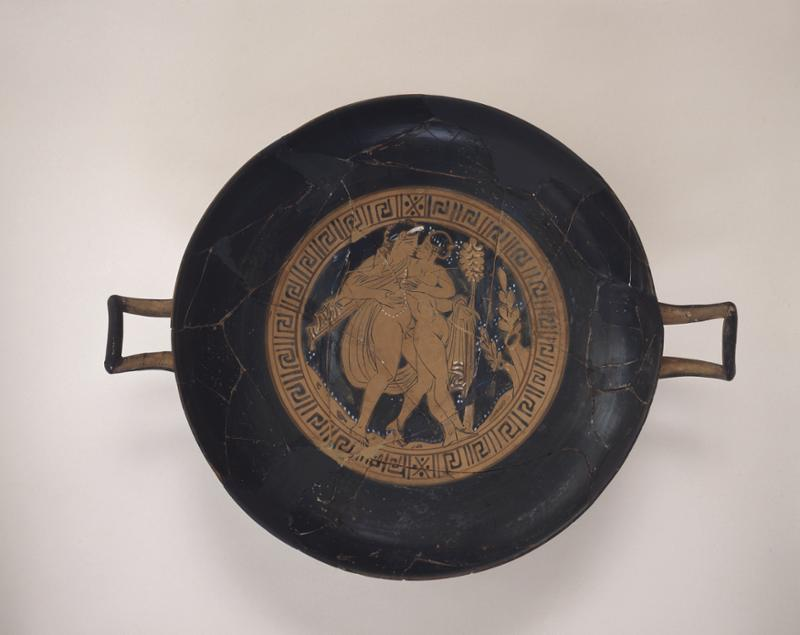
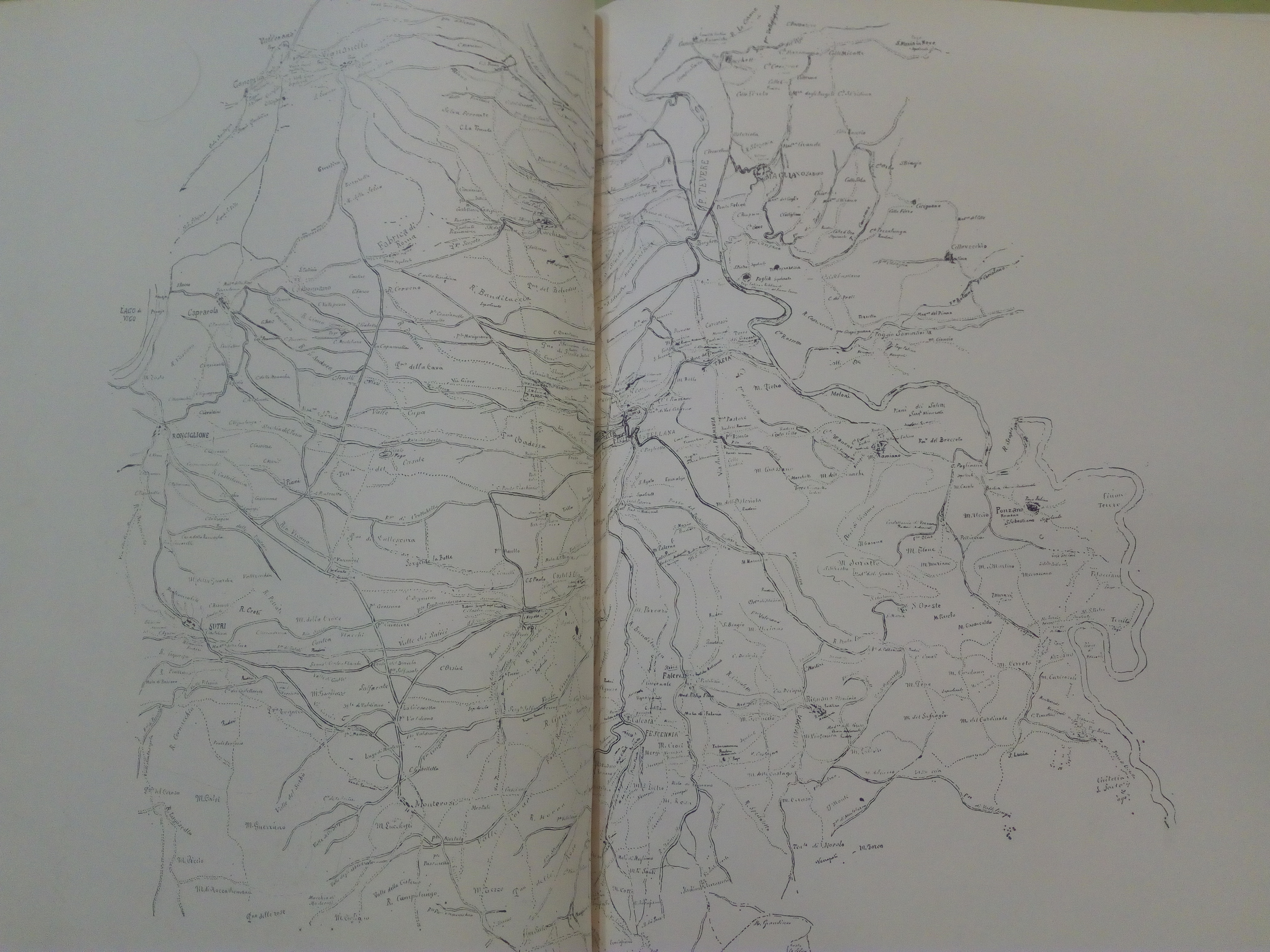
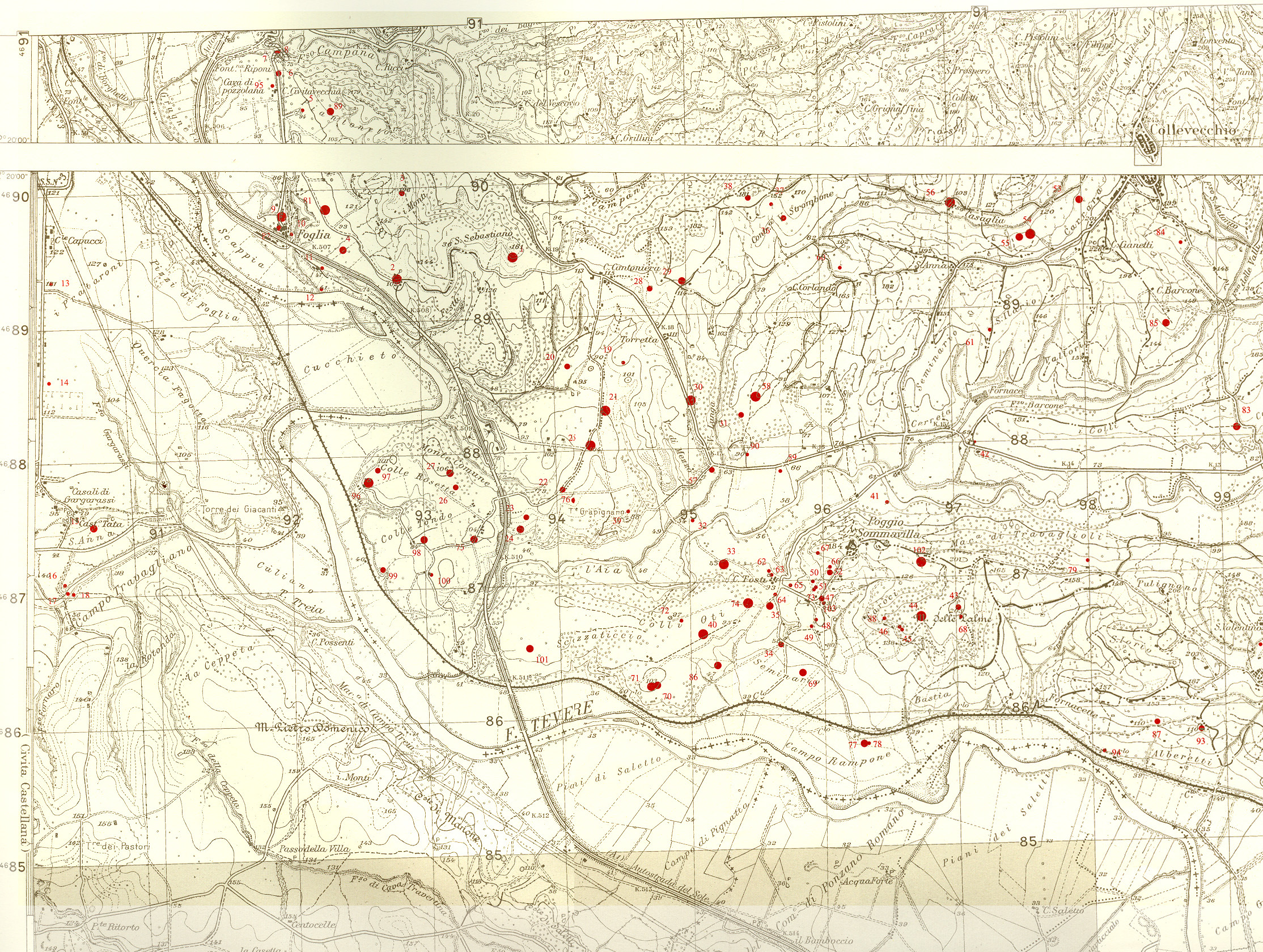
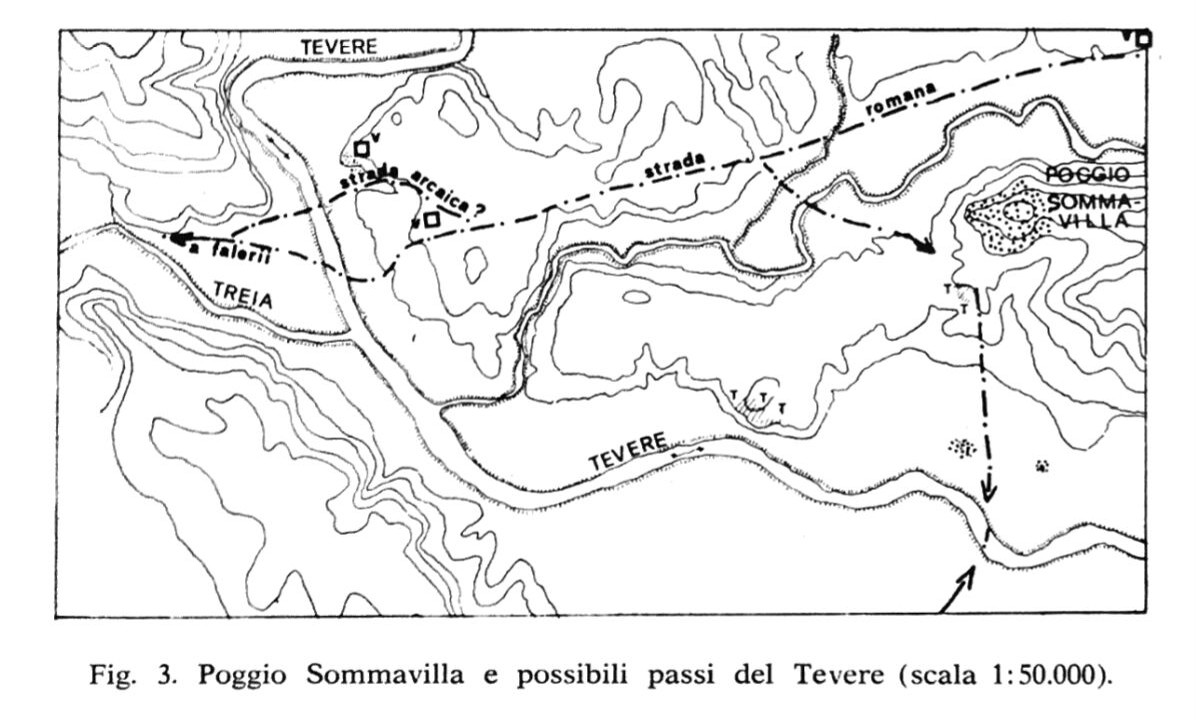